# Orchesella xerothermica
Orchesella xerothermica is een springstaartensoort uit de familie van de Entomobryidae. De wetenschappelijke naam van de soort is voor het eerst geldig gepubliceerd in 1960 door Stach.